# Melanie Gabriel
Melanie Gabriel (* 23. August 1976 in Bath) ist eine britische Singer-Songwriterin.

## Leben
Melanie Gabriel ist die jüngere Tochter des Musikers, Komponisten  und Liedtexters Peter Gabriel sowie dessen erster Ehefrau Jill Georgina Gabriel (Tochter von Philip Moore, Baron Moore of Wolvercote) und wuchs in der englischen Stadt Bath auf. Nach ihrem Schulabschluss ging sie zusammen mit ihrer älteren Schwester Anna-Marie (* 1974) nach New York. Hier besuchte sie das College und studierte Malerei und Fotografie. Nach ihrer Ausbildung kehrte sie in ihr Geburtsland zurück.
Internationale Bekanntheit gewann Melanie Gabriel durch die Zusammenarbeit mit ihrem Vater, den sie zwischen 2002 und 2004 auf der Growing Up Tour in Nordamerika und Europa begleitete, die auf dem Livealbum Growing Up Live und dem gleichnamigen Konzertfilm dokumentiert ist. Anna-Marie Gabriel dokumentierte diese Auftritte in ihrem 40-minütigen Film Growing Up on Tour: A Family Portrait, in dem sie die Konzerte unter anderem aus der Perspektive ihrer Schwester schilderte. Außerdem war sie bei der anschließenden Still Growing Up Tour 2005 weiterhin Teil der Tourband. Die Tour wurde in dem Konzertfilm Still Growing Up: Live & Unwrapped dokumentiert. 2007 war sie erneut bei der Warm Up Tour als Sängerin auf dessen Konzert-Tourneen dabei. 2009 singt sie auch auf der Latin American Tour – Live 2009 von Peter Gabriel. Sie interpretierte bei beiden Tourneen auch Songs, die Peter Gabriel ursprünglich mit sich selbst als Sänger eingespielt hatte, zum Beispiel Mother of Violence.
Eine eigenständige musikalische Karriere hatte Melanie Gabriel bereits 1999 begonnen, als sie sich als Komponistin und Sängerin an der Kompilation Refuge beteiligte, deren Erlös Flüchtlingen aus dem Kosovo zugutekam. Ihr erstes eigenes Album mit dem Titel Melanie Gabriel erschien am 4. Dezember 2002 auf dem Musiklabel Impress als CD und kombinierte bei den Liedtexten introspektive Lyrik mit überwiegend minimalistischen musikalischen Strukturen, die nach Ansicht der Kritiker kaum noch an ihren Vater erinnerten.
In der Folgezeit ging sie diverse musikalische Kollaborationen ein. 2003 produzierte sie Alben mit den französischen Musikern La Jarry und Hector Zazou und trat auch gemeinsam mit ihnen auf. Auf Zazous Album Strong Currents von 2003, die eine Reihe bekannter Solistinnen zusammenführte, ist sie unter anderem neben Laurie Anderson, Irene Grandi und Jane Birkin zu hören. Jane Birkin und Melanie Gabriel coverten auf diesem Album Lieder der irischen Musikerin und Musikproduzentin Nina Hynes. Melanie Gabriel sang auf diesem Album den Song Mmmh.
Danach öffnete Melanie Gabriel ihr Spektrum in Richtung Weltmusik. 2004 spielte sie zusammen mit dem ugandischen Musiker Geoffrey Oryema das von der Presse hochgelobte Album Words ein. Im Jahr 2006 begann sie mit dem belgischen Produzenten und Komponisten Thierry Van Roy das Musikprojekt Taïga Maya, das musikalische Einflüsse des sibirischen Volkes der Jakuten mit Traditionen aus dem Balkan und Lateinamerika verwebt. Dieses ungewöhnliche Experiment stellten die Musiker in einer Reihe von Konzerten vor, so zum Beispiel auf dem Festival WOMAD Canarias in Las Palmas.
2023 war sie wieder im Begleitgesang bei den Liedern The Court, Four Kinds of Horses, So Much, Love Can Heal und Live and Let Live des Peter-Gabriel-Albums i/o zu hören, das am 1. Dezember 2023 veröffentlicht wurde.

## Diskografie
- 1999: Refuge (Kompilation), auf dem Lied Broken L mit Peter Gabriel und Joy Askew[32]
- 2002: Melanie Gabriel[16] (eigenes Studioalbum mit 7 Titeln)
- 2002: Up[33] (Studioalbum von Peter Gabriel)
- 2003: Growing Up Live[6] (Live-DVD von Peter Gabriel)
- 2003: Strong Currents[18] (Studioalbum von Hector Zazou), auf dem Lied Mmmh
- 2004: Words[21] (Studioalbum von Geoffrey Oryema)
- 2005: Still Growing Up: Live & Unwrapped[10] (Konzertfilm von Peter Gabriel)
- 2010: Taïga Maya (DVD + Buch mit CD), Projekt in Zusammenarbeit mit dem belgischen Künstler Thierry Van Roy[34]
- 2010: Scratch My Back[35] (Cover-Album von Peter Gabriel)
- 2010: Live in Verona – Scratch My Back and Taking The Pulse[36] (Streaming Media von Peter Gabriel)
- 2011: New Blood[37] (Studioalbum von Peter Gabriel), auf dem Lied Downside-Up, neu instrumentierte Version des Stücks auf dem Studioalbum OVO,[38] das für die Millennium Dome Show zum Jahr 2000 in dem Millennium Dome in London komponiert wurde
- 2011: New Blood: Live in London[39] (Konzertfilm von Peter Gabriel)
- 2012: Live Blood[40] (Livealbum von Peter Gabriel)
- 2019: Growing Up Live[5] (Livealbum von Peter Gabriel)
- 2023: i/o[41] (Studioalbum von Peter Gabriel), Begleitgesang bei verschiedenen Titeln
- 2025: In the Big Room[42][43] (Livealbum von Peter Gabriel)

## Rezeption
Peter Gabriel hat das Lied Come Talk to Me für seine Tochter Melanie geschrieben. Der Song handelt von den Schwierigkeiten, die er bei der Kommunikation mit ihr nach der Trennung von seiner ersten Frau Jill hatte. Das Lied ist eine Einladung an Melanie, „dieses Elend zu beenden“ („unlock this misery“) und mit ihm zu sprechen.